# Таммсааре (село)
Таммсааре (ест. Tammsaare, виро Tammõsaarõ) — село в Естонії, входить до складу волості Виру, повіту Вирумаа. До 2017 року входило до складу волості Ласва.